# Tyron Leitso
Tyron Leitso, né le 7 janvier 1976 à North Vancouver en Colombie-Britannique au Canada, est un acteur canadien. Il est surtout connu pour son rôle de Karl Scott dans la mini-série  Dinotopia. Il apparaît comme figurant dans des productions tournées à Vancouver, notamment X-Files : Aux frontières du réel et Millennium.

## Filmographie
- 1998 : Breaker High (1 épisode)
- 1998 et 1999 : First Wave (2 épisodes)
- 2000 : Take Me Home: The John Denver Story
- 2000 : Mysterious Ways : Les Chemins de l'étrange (1 épisode)
- 2001 : Edgemont (6 épisodes)
- 2001 : Blanche-Neige (Snow White: The Fairest of Them All) (TV))
- 2002-2003 : Dinotopia
- 2003 : Ma vie sans moi (My Life Without Me)
- 2003 : House of the Dead
- 2004 : Wonderfalls (13 épisodes)
- 2006 : Whistler (3 épisodes)
- 2006 : Les Maîtres de l'horreur  (1 épisode)
- 2007 : BloodRayne 2: Deliverance
- 2009-2011 : Les Vies rêvées d'Erica Strange : Ethan Wakefield
- 2012 : La Onzième Victime (The Eleventh Victim) (TV)
- 2013 : Assaut sur Wall Street
- 2015 : Une famille pour Noël : Ben Matthews